# خاتون‌آباد (اصفهان)
خاتون‌آباد، روستایی از توابع بخش مرکزی شهرستان اصفهان در استان اصفهان ایران است.
در این روستا امام‌زاده شاه‌قاضی و مسجدالمهدی واقع شده است.
خاتون آباد از بخش روستایی درآمده و دیگر جزو مناطق شهری اصفهان (منطقه ۱۵ شهرداری اصفهان) محسوب میشود.

## جمعیت
این روستا در دهستان قهاب جنوبی قرار دارد و براساس سرشماری مرکز آمار ایران در سال ۱۳۸۵، جمعیت آن ۲٬۰۳۹ نفر (۵۴۷ خانوار) بوده‌است.